# 徐师谟
徐师谟（?—?），唐朝初年人物，官至太子舍人。
唐高祖武德年间，太子李建成属官有詹事李綱竇軌、庶子裴矩鄭善果、友賀德仁、洗馬魏徵、中舍人王珪、舍人徐師謨、率更令歐陽詢、典膳監任璨、直典書坊唐臨、隴西公府祭酒韋挺、記室參軍事庾抱、左領大都督府長史唐憲；齐王李元吉属官有記室參軍事榮九思、戶曹武士逸、典籤裴宣儼、文學袁朗。武德七年（624年）杨文干之变，唐高祖要下诏捕拿王珪、魏徵及左衛率韋挺、舍人徐師謨、左衛車騎馮世立，想要殺了他们以迫近太子之罪。高祖借口别的事情，以亲笔诏书传召李建成，让他前往仁智宫。李建成心中害怕，不敢前去。徐师谟劝他占据京城，发兵起事；詹事主簿赵弘智劝他免去太子的车驾章服，屏除随从人员，到高祖那里去承认罪责。于是，李建成决定前往仁智宫。